# Бирин (середньовічне місто)
Бирин — літописне місто, вказане в «Списку руських міст далеких і близьких» як одне з міст Київського князівства під юрисдикцією Великого князівства Литовського. Місто і волость згадуються в низці документів XV і початку XVI століть. Етимологія назви незрозуміла, наголос у ньому, можливо, падає на другий склад. Місто спорожніло до першої половини XVI століття в ході московсько-литовських або московсько-кримських воєн. Щодо його розташування існує кілька гіпотез. Згідно з однією з них, Бирин — це сучасне місто Буринь у Сумській області, згідно з іншою — городище в селі Кросна на річці Єзуч, згідно з третьою — Берлицьке городище коло нинішніх Сум. На користь останньої версії вказує той факт, що Біринська волость у джерелах пов'язується з околицями сучасних Сум, а Биринська дорога тягнулася з Путивля у напрямку до Хотмишлю.